# Acetamid
Acetamid ist das Amid der Essigsäure. Acetamid wird als Lösungsmittel verwendet.

## Gewinnung und Darstellung
Acetamid wird durch Erhitzen von Ammoniumacetat unter Dehydratisierung hergestellt:
{\displaystyle \mathrm {CH_{3}COONH_{4}\longrightarrow CH_{3}{-}CO{-}NH_{2}+H_{2}O} }
Es kann unter anderem auch durch Umsetzung von Acetylchlorid und Ammoniak erzeugt werden: In ähnlicher Weise reagieren auch Acetanhydrid oder Alkylacetate mit Ammoniak.
{\displaystyle \mathrm {H_{3}C{-}CO{-}Cl+NH_{3}\longrightarrow CH_{3}{-}CO{-}NH_{2}+HCl} }
Die direkte Reaktion von Keten mit Ammoniak ergibt ebenfalls Acetamid.
{\displaystyle \mathrm {H_{2}C{=}C{=}O+NH_{3}\longrightarrow CH_{3}{-}CO{-}NH_{2}} }
Acetonitril kann in Gegenwart von sauren oder basischen Katalysatoren zum Acetamid hydrolysiert werden.
{\displaystyle \mathrm {CH_{3}{-}C{\equiv }N+H_{2}O\rightarrow CH_{3}{-}CO{-}NH_{2}} }

## Eigenschaften
Acetamid bildet farblose, hygroskopische, hexagonale Kristalle, die bei 81 °C schmelzen. Die molare Schmelzenthalpie beträgt 15,6 kJ·mol−1. Es existiert noch eine zweite metastabile polymorphe Kristallform, die bei 69 °C mit einer Schmelzenthalpie von etwa 12,7 kJ·mol−1 schmilzt.  Die stabile Form kristallisiert in einem trigonalen Kristallgitter und wird durch eine Kristallisation aus Lösungen in organischen Lösungsmitteln wie Ethylacetat gewonnen. Die in einem orthorhombischen Gitter kristallisierende metastabile Form resultiert aus einer Kristallisation aus der Schmelze.  Die Dampfdruckfunktion ergibt sich nach Antoine entsprechend log10(P) = A−(B/(T+C)) (P in bar, T in K) mit A = 5,3711, B = 2413,323 und C = −45.444 im Temperaturbereich von 338 bis 495 K. Die mittlere molare Verdampfungsenthalpie beträgt in diesem Temperaturbereich 60,9 kJ·mol−1. Flüssiges Acetamid kann Säure-Base-Reaktionen eingehen. Hier kann ein Autoprotolysegleichgewicht formuliert werden. Bei 94 °C beträgt der pKa-Wert 10,49.
{\displaystyle \mathrm {2\,CH_{3}{-}CO{-}NH_{2}\rightleftharpoons CH_{3}{-}CO{-}NH_{3}^{+}+CH_{3}{-}CO{-}NH^{-}} }
Es zersetzt sich oberhalb von 220 °C in die Hauptprodukte Essigsäure, Ammoniak und Acetonitril, wobei Wasser und nitrose Gase als Nebenprodukte auftreten können.
{\displaystyle \mathrm {2\,CH_{3}{-}CO{-}NH_{2}\rightarrow CH_{3}{-}COOH+CH_{3}{-}C{\equiv }N+NH_{3}} }

## Verwendung
Es dient hauptsächlich als Lösungsmittel, da sich in ihm (im geschmolzenen Zustand) viele Substanzen gut lösen. Außerdem findet es Anwendung in der Herstellung von Methylamin. Weiterhin wird es als Weichmacherzusatz in der Leder-, Tuch- und Papierindustrie sowie als Vulkanisationsbeschleuniger für synthetischen Kautschuk eingesetzt. Der stabile 1:1-Komplex mit Bromwasserstoff wird für die Bromierung säureempfindlicher Stoffe verwendet.

## Biologische Bedeutung
Die Kristalle sind brennbar. Beim Verbrennen bilden sich toxische Dämpfe (Stickoxide). Der Stoff reagiert mit Säuren und starken Oxidationsmitteln.
Der Stoff wird inhalativ aufgenommen und reizt die Haut bzw. Augen.
Eine Einwirkung von Acetamid ist an Rötungen und Schmerzen zu erkennen.
Bei Tierversuchen traten Geburtsschäden auf. Es besteht der Verdacht, dass Acetamid beim Menschen krebserzeugend ist.

## Acetamid als Mineral

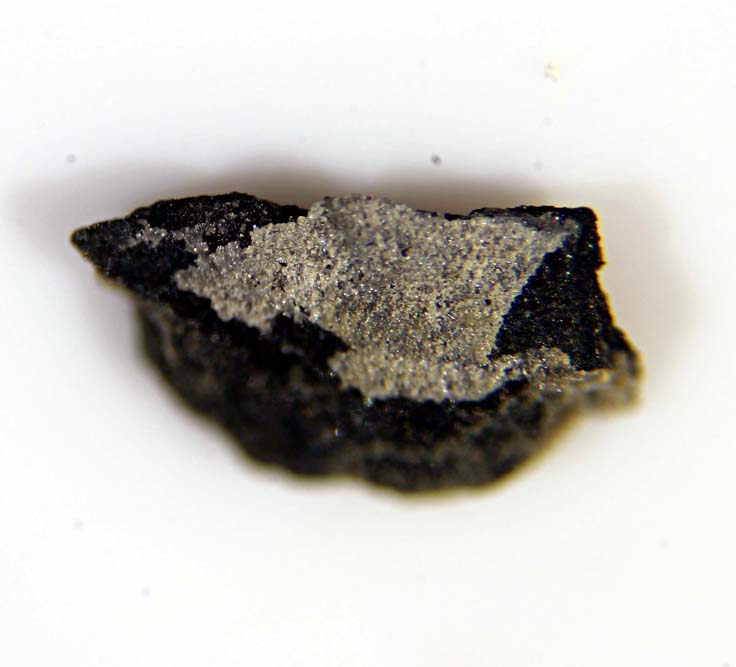
Farblose bis gelbliche Acetamid-Kristalle auf Matrix aus Shamokin, Northumberland County, Pennsylvania

Acetamid konnte 1974 als natürliches Bildungsprodukt in der Kohlegrube bei Tscherwonohrad in der Ukraine gefunden werden. Es wurde daher von der International Mineralogical Association (IMA) als eigenständiges Mineral anerkannt (interne Register-Nr. IMA1974-039). Diese führt es gemäß der Systematik der Minerale nach Strunz (9. Auflage) als Salz organischer Säuren in der Mineralklasse der „Organischen Verbindungen“ unter der System-Nr. „10.AA.20“. Die Einstufung als Salz organischer Säuren entspricht allerdings nicht der chemischen Zusammensetzung, da Acetamid ein ungeladenes Molekül ist. Die im englischsprachigen Raum ebenfalls geläufige Systematik der Minerale nach Dana führt das Mineral unter der System-Nr. „50.04.07.01“ (Unterabteilung: Salze organischer Säuren mit verschiedenen Formeln).
Acetamid kristallisiert im trigonalen Kristallsystem mit der kristallchemischen Zusammensetzung CH3CONH2, hat eine Mohshärte von 1 bis 1,5 und entwickelt überwiegend farblose, prismatische Kristalle bis etwa fünf Millimeter Länge und glas- bis fettglänzenden Oberflächen, aber auch Stalaktiten und körnige Mineral-Aggregate.
Es kommt jedoch auch in einer metastabilen Form mit einer orthorhombischen Kristallstruktur mit der Raumgruppe Pccn (Raumgruppen-Nr. 56) vor.
Acetamid bildet sich bei einer Temperatur zwischen 50 °C und 150 °C in ammoniakreichen Bereichen brennender Kohlehalden (Kohlebrand). Aufgrund seiner Flüchtigkeit und Löslichkeit ist das Mineral nicht beständig und kann daher nur bei trockenem Wetter gefunden werden.
Bisher ist nur die Typlokalität Tscherwonohrad als Fundort für Acetamid bekannt.